# Ann Coulter

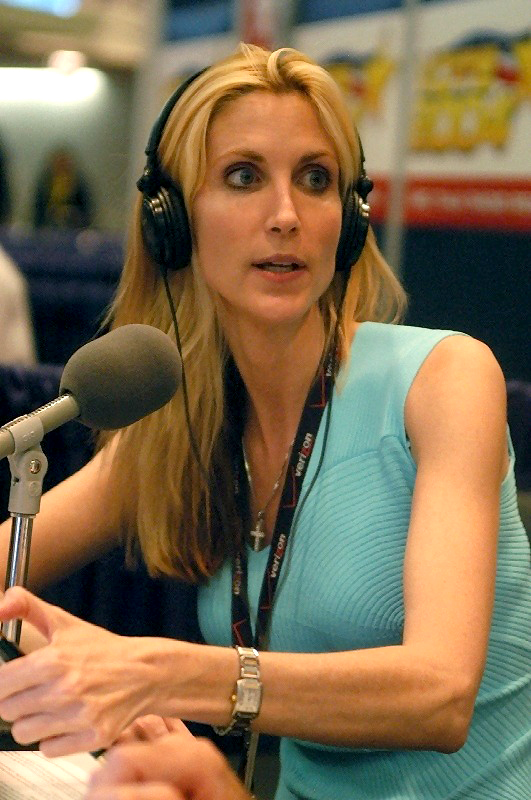
Ann Coulter

Ann Hart Coulter, född 8 december 1961 i New York i New York, är en amerikansk författare, advokat och konservativ politisk kommentator.

## Biografi
Ann Coulter studerade vid Cornell University där hon var medgrundare till den konservativa studenttidningen Cornell Review, för vilken hon även en tid var redaktör. Hon studerade sedan vidare vid University of Michigan Law School där hon grundade en avdelning av det konservativa juristsällskapet Federalist Society.
Coulter blev känd för en större publik i samband med publiceringen av hennes bok High Crimes and Misdemeanors: The Case Against Bill Clinton, som handlar om Bill Clintons affärer och spelet däromkring. Boken låg åtta veckor på New York Times bestsellerlista. Hennes tre följande böcker Slander: Liberal Lies About the American Right, Treason: Liberal Treachery from the Cold War to the War on Terrorism och How to Talk to a Liberal (If You Must) har också alla blivit bestsellers. Hon har också skrivit Godless: The Church of Liberalism, som bland annat argumenterar mot evolutionsteorin.
Före sitt offentliga genombrott arbetade Coulter som advokat vid konservativa Center for Individual Rights, som generellt åtar sig fall där människors rättigheter har kränkts och i synnerhet fall där människors yttrandefrihet eller religionsfrihet har kränkts. Hon har även arbetat en tid så som juridisk konsult åt senator Spencer Abraham och även en tid så som affärsjurist vid Cahill, Gordon and Reindel och Kronish, Lieb.
Ann Coulter har en egen syndikerad kolumn och är juridisk korrespondent för den konservativa veckotidningen Human Events. Hon deltar ofta i olika politiska debattprogram. Hon har fått kritik för personangrepp och uttalanden som av vissa uppfattas som rasistiska och homofoba. Kritiken kommer ofta från politiska motståndare, men även ett fåtal debattörer på högerkanten har tagit avstånd från en del av Coulters uttalanden, exempelvis då hon skrev att hon "aldrig har sett människor njuta så mycket av sina makars död"  som fyra kvinnor som förlorade sina makar i attentatet mot World Trade Center, och senare valde att stödja John Kerry i presidentvalskampanjen 2004. Hon har även gjort vissa ironiska uttalanden som uppfattats som för extrema, däribland att hon önskade att Timothy McVeigh bombade New York Times redaktion, att hon anser att liberaler bör skickas till Guantanamo, att kvinnornas rösträtt ska dras in så det inte ska behöva bli någon demokratisk president, och att USA bör invadera muslimska länder, "döda deras ledare och omvända dem till kristendomen". Coulters grova polemik fick Alan Colmes att i tv-programmet Hannity & Colmes lägga fram hypotesen att Coulter i själva verket var en liberal som driver med konservativa genom att låtsas vara en extrem sådan.